# Радымно (гмина)
Радымно (пол. Radymno) — сельская гмина (волость) в Польше, входит как административная единица в Ярославский повет, Подкарпатское воеводство. Население — 11 336 человек (на 2004 год).

## Поселения
1. Будзынь
2. Халупки-Хотынецке
3. Хотынец
4. Дуньковице
5. Грабовец
6. Корчова
7. Лазы
8. Михалувка
9. Млыны
10. Неновице
11. Острув
12. Сколошув
13. Сосьница
14. Свенте
15. Воля-Залеска
16. Заблотце
17. Замойсце

## Соседние гмины
1. Гмина Хлопице
2. Гмина Ярослав
3. Гмина Ляшки
4. Гмина Орлы
5. Радымно
6. Гмина Стубно
7. Гмина Вельке-Очи